# يوفال شتاينتز
يوفال شتاينتز (بالعبرية: יובל שטייניץ؛ ولد 10 أبريل 1958) سياسي إسرائيلي يشغل حاليا منصب عضو في الكنيست عن حزب الليكود ومنصب وزير البنية التحتية الوطنية للطاقة والموارد المائية وقد شغل عدة مناصب وزارية أخرى مثل وزير المالية، وزير الاستخبارات، وزير العلاقات الدولية ووزير الشؤون الاستراتيجية.